# Gekielde eendemossel
De gekielde eendemossel (Lepas anserifera) is een rankpootkreeftensoort uit de familie van de eendenmosselen (Lepadidae). De wetenschappelijke naam van de soort is voor het eerst geldig gepubliceerd in 1767 door Carl Linnaeus. De gekielde eendemossel heeft een kosmopolitische verspreiding en wordt voornamelijk aangetroffen in gematigde en tropische zeeën. Het wordt normaal gesproken gevonden groeiend in clusters en verankerd door zijn steel aan drijfhout en andere drijvende voorwerpen, waaronder walvissen.

## Naamgeving
De soortnaam anserifera  (Anser is geslacht ganzen)  betekent gansdragend. In de Middeleeuwen was nog niet bekend dat bepaalde soorten ganzen zoals brandgans en rotgans broeden in de poolstreken en alleen 's winters in de bewoonde delen van Noord- en West-Europa werden waargenomen. Nesten, eieren en donskuikens van deze soorten waren dus onbekend. In die tijd bestond de fabel dat de kuikens afkomstig waren uit de eendenmossels die met drijfhout aanspoelden. In het Engels heet de brandgans daarom barnacle goose (eendenmosselgans).